# Zealeuctra cherokee
Zealeuctra cherokee är en bäcksländeart som beskrevs av Bill P.Stark och Stewart 1973. Zealeuctra cherokee ingår i släktet Zealeuctra och familjen smalbäcksländor. Inga underarter finns listade i Catalogue of Life.